# Пожежа у Фундаментальній бібліотеці ІНІОН
Пожежа у будинку Інституту наукової інформації з суспільних наук в Москві — надзвичайна ситуація, що сталася 30 січня 2015 року. Пожежа травала більше доби. Внаслідок неї постраждала російська культурна та наукова спадщина — повністю вигорів верхній поверх інституту, де були розташовані зали бібліотеки та деякі фонди. Була втрачена значна частина цінних бібліотечних фондів (за попередніми оцінками близько 20%).

## Перебіг подій
Пожежу було виявлено 30 січня 2015 року о 22:09 (МСК). Перші пожежники прибули о 22:15. У гасінні пожежі взяли участь більше 202 чоловік особового складу та 58 одиниць техніки.
Загальна площа загоряння, що виникло на третьому поверсі триповерхової будівлі, становить близько 2 тис. кв. метрів. У будинку сталося часткове обвалення покрівлі на площі в 1 тис. кв. метрів. Пожежі була привласнена третя категорія складності.
Пожежа в будівлі на Нахімовському проспекті була локалізована о 00:07. Остаточно пожежу загасили лише через 25 годин, у суботу, 31 січня, о 23:24.
Бібліотека ІНІОН є однією з найбільших фундаментальних гуманітарних бібліотек Москви. У радянський час в інституті був один з найбільших в СРСР спецсхронів з унікальними виданнями та періодикою. В ній зберігається 14 мільйонів книг, в тому числі древніх.
Інститут після реформи РАН (яка триває з 2013 року) знаходиться у веденні Федерального агентства наукових організацій (ФАНО).

## Цікаві факти
- В останні роки свого існування будівля інституту знаходилася в занедбаному стані[5]. З часом в результаті навколишньої забудови району вона опинилася в оточенні висотних будинків сучасного елітного житла. На перспективних картах місцевої московської адміністрації на місці будівлі ІНІОН вже кілька років вказувався торговий центр[6].

- Депутат муніципального зборів московського району Черемушки Олексій Гусєв у своєму ЖЖ повідоми, що у грудні 2013 року на засіданні Ради районних депутатів було майже прийнято рішення побудувати на місці ІНІОН церкву і багаторівневу парковку, при тому що «питання про знесення будівлі бібліотеки офіційно ніде не обговорювалося»[7].

- В січні 2015 в приміщенні ІНІОНу протягом тижня працювала комісія неясного статусу у складі «необтяжених науковими ступенями дуже молодих людей», котрих цікавили не питання академічної роботи інституту, а виключно стан стін, приміщень, власне будівлі. Директор ІНІОН академік Ю.С.Пивоваров відмовився підписувати складений комісією акт, тому ця комісія продовжила свою роботу ще на тиждень. Зміст акту рядовим співробітникам лишився невідомим. Додатковий другий тиждень «перевірки» закінчився у п'ятницу, 30 січня 2015. О 21:00[8] годині вечора того ж дня, коли в будинку вже нікого не було, спалахнула пожежа. Центр загоряння виявився на третьому поверсі, у залі нових надходжень, де, за свідоцтвом співробітників, не було жодного електричного пристрою («чайника»), який міг би викликати коротке замикання та займання[8]

- У березні 2014 протипожежна перевірка виявила сім порушень правил протипожежної безпеки. Інститут отримав штраф у розмірі 70 тис. руб. і припис усунути недоліки до 30 січня 2015 року[9].

## Галерея

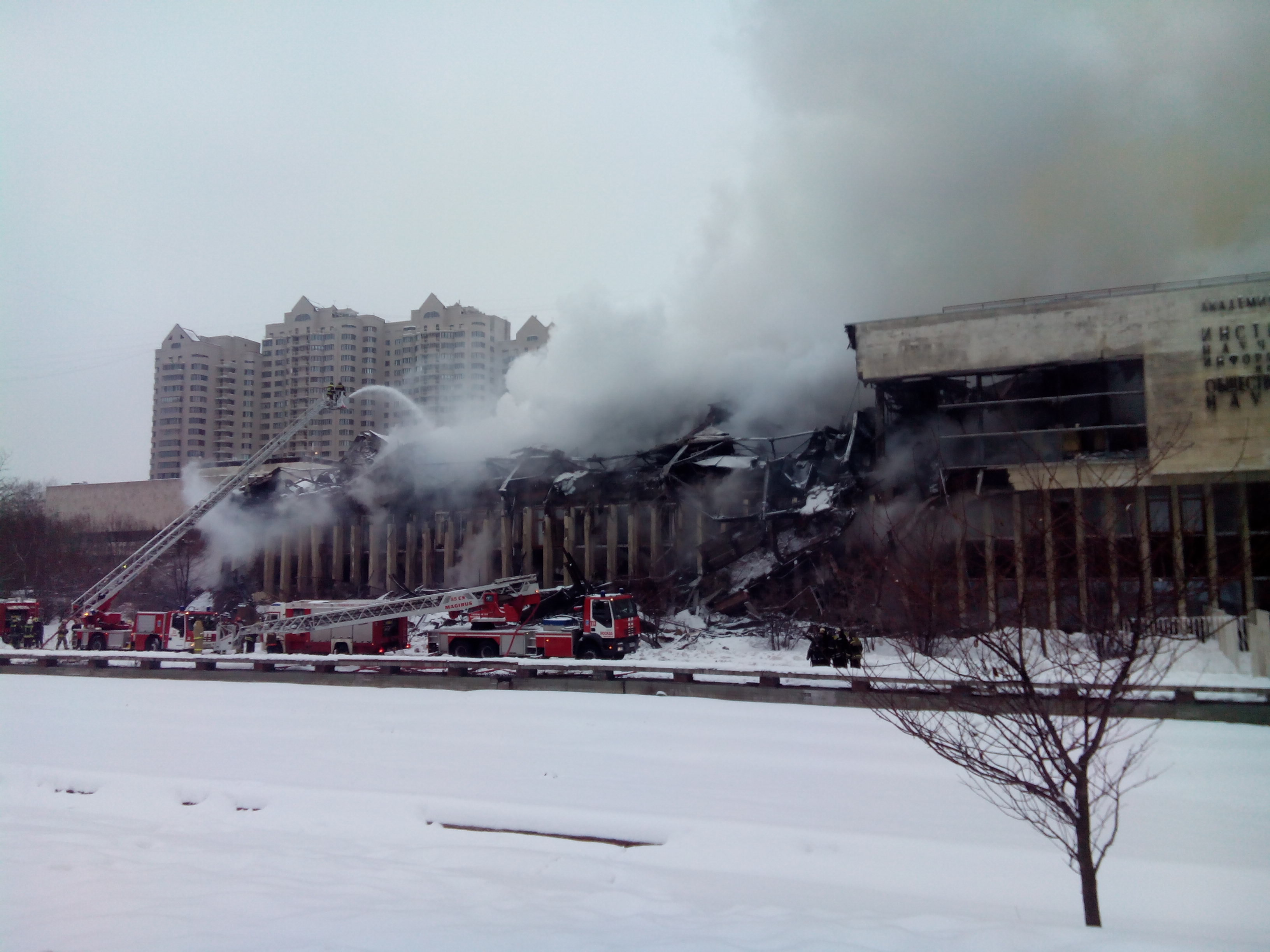
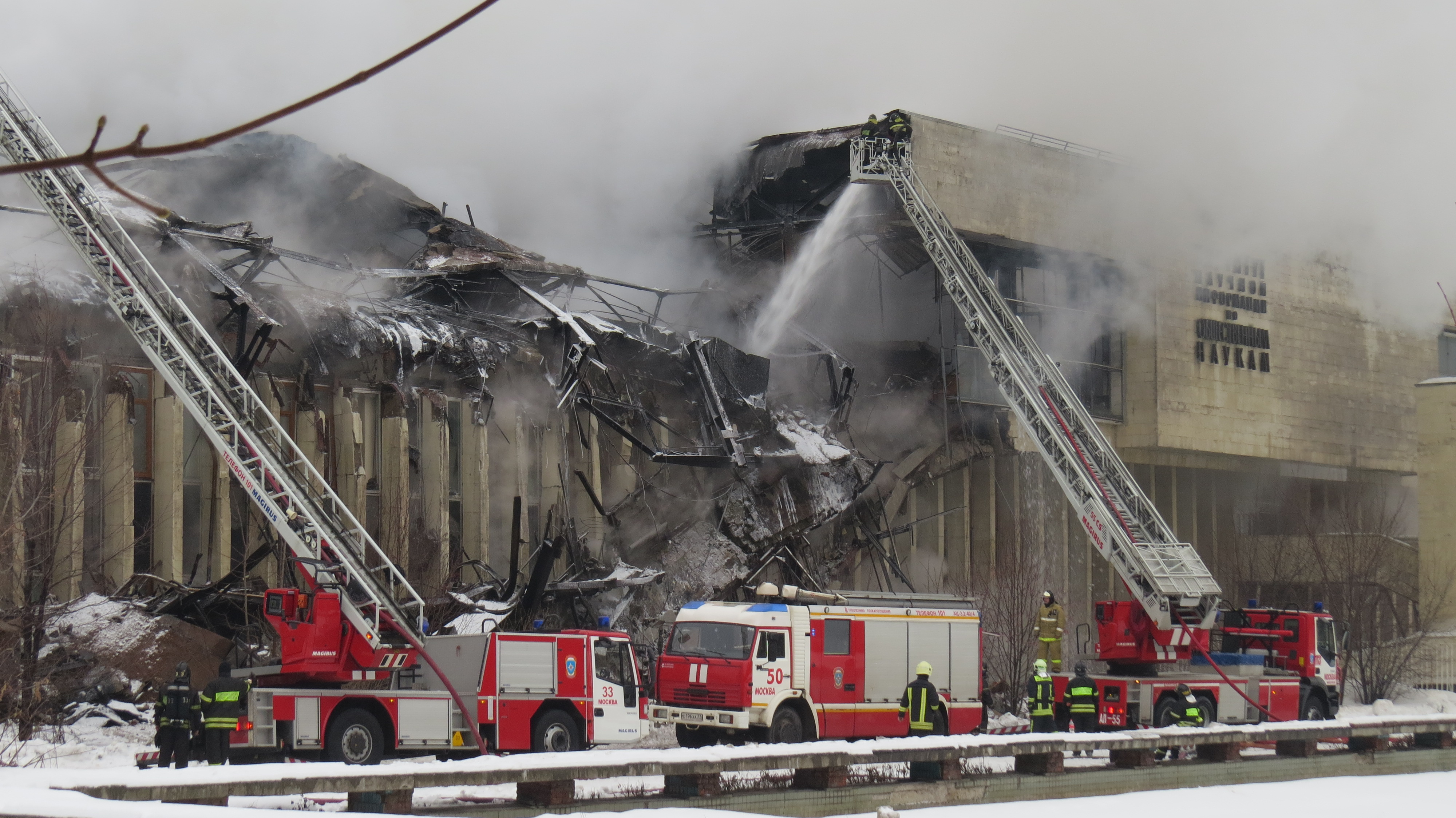
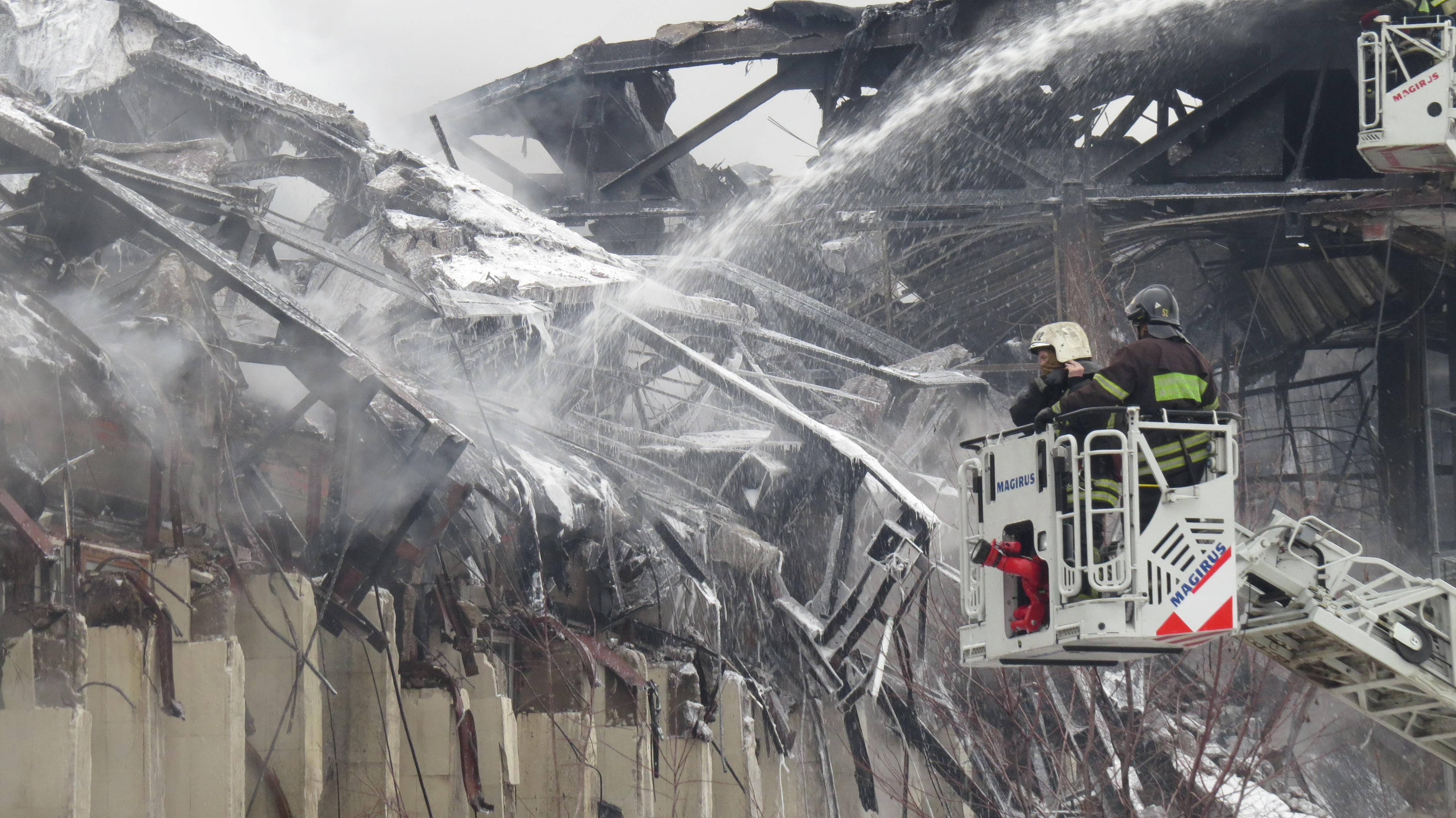
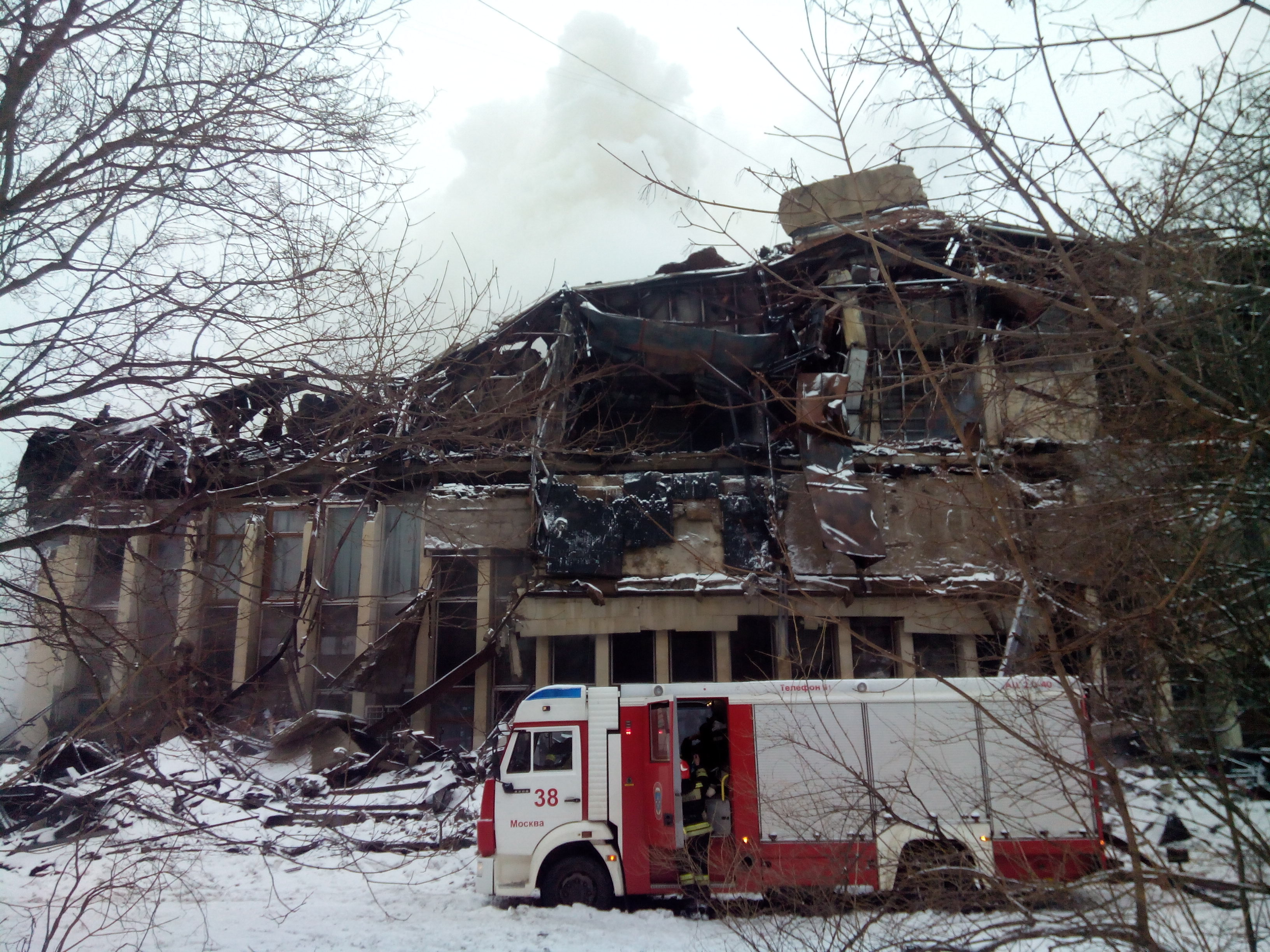

## Оцінка події
- Володимир Фортов:Для науки це велика втрата, це найбільше у світі сховище подібного роду, схоже, напевно, на бібліотеку Конгресу. Тут зібрані матеріали, яких в інших місцях знайти неможливо, і всі гуманітарні інститути користувалися цією бібліотекою. Зовні те, що трапилося, зараз нагадує Чорнобиль.— lenta.ru (рос.)

- Андрій ЗубовПожежа в ІНІОН — це набагато більше, ніж втрата цінного зібрання книг, це втрата найважливішого культурного центру, з яким пов'язані імена сучасних дослідників. Для всіх нас це велика людська і гуманітарна трагедія.— snob.ru (рос.)

- Лев Рубінштейн:Палаючі книги — це самий, мабуть, похмурий символ в історії світової цивілізації. Пожежа в ІНІОН відразу була сприйнята символічно. І в сенсі загальноцивілізаційного символу палаючих книг, і в сенсі загибелі радянської цивілізації, породженням якої є ІНІОН, і в сенсі загибелі знання і, як наслідок, складності в сприйнятті світу.— Цитати Свободи

- Оксана Забужко:Який там Орвел, Орвелу й не снилося… Хто не в курсі — погугліть «справу Погружальського»… не сумніваюся: завтра дізнаємося, що згорів якраз відділ рукописів — щоб затерти всякий слід, як відбувалося «искоренение в малороссиянах развратного мнения, по коему представляют себя народом от здешнего совсем отличным» (с) Катерина ІІ)… «Нет доказательств» = «Нє било такой страни»! А копії-оцифровки можна буде надалі вже переписувати як заманеться, ага. Це навіть не таліби зі статуями Будди. Це Александрійська бібліотека, єпископ Кирило. Рівно 1600 років, до речі, минуло — ювілей! Мор-до-ор…— Оксана Забужко на Facebook

## Виноски
1. ↑  ИНИОН потерял от пожара 20% библиотечного фонда (рос.). Інтерфакс. 2 лютого 2015. Архів оригіналу за 3 лютого 2015. Процитовано 4 лютого 2015.
2. ↑  Каталог библиотеки ИНИОН РАН при пожаре не пострадал (рос.). Агентство міських новин «Москва». 2 лютого 2015. Архів оригіналу за 3 лютого 2015. Процитовано 4 лютого 2015.
3. 1 2 3  Пожар на Нахимовском проспекте ликвидирован (рос.). МНС Росії. 31 січня 2015. Архів оригіналу за 1 лютого 2015. Процитовано 4 лютого 2015.
4. ↑  Пожар в библиотеке ИНИОН потушен (рос.). Lenta.ru. 1 лютого 2015. Архів оригіналу за 1 лютого 2015. Процитовано 1 лютого 2015.
5. ↑  «А ИНИОН — против!» — звіт і фото московського чиновника в ЖЖ про відвідання та стан бібліотеки ІНІОН. Архів оригіналу за 31 січня 2015. Процитовано 2 лютого 2015.
6. ↑  Радіо Свобода: Левиафан пожрал библиотеку [Архівовано 2 лютого 2015 у Wayback Machine.](рос.)
7. ↑  Обратная сторона гибели ИНИОН. Архів оригіналу за 15 листопада 2016. Процитовано 4 лютого 2015.
8. 1 2  Е.Глушко. О пожаре в уникальной библиотеке [Архівовано 2 лютого 2015 у Wayback Machine.].(рос.) — Каспаров.ру, 31-01-2015
9. ↑  КоммерсантЪ: Что такое ИНИОН. Досье [Архівовано 4 лютого 2015 у Wayback Machine.], 2.02.2015